# 루인스 (영화)
《루인스》(영어: The Ruins)는 2008년 개봉한 자연 공포 영화이다. 스콧 스미스의 동명 소설이 원작이며 스미스가 직접 각본도 담당하였다. 멕시코에 놀라온 미국인 넷이 다른 여행객을 알게 돼 함께 마야 문명 유적지를 찾았다가 청음 및 발성 기관이 있어 들은 소리나 말을 되풀이하고 불도 소용이 없는 육식성 덩굴 식물을 마주친다.

## 줄거리
멕시코로 휴가를 떠난 두 미국인 커플, 제프, 에이미, 에릭, 스테이시는 독일인 관광객 마티아스를 만나고, 그의 형 하인리히를 찾기 위해 함께 정글 속 마야 문명 고고학 발굴지로 향한다. 마티아스의 친구 디미트리도 동행한다.
이들이 사원에 도착하자 마야인들이 칼, 활, 화살, 총으로 위협한다. 마티아스가 찾아온 이유를 설명하려 하지만 마야인들은 스페인어도 영어도 이해하지 못한다. 에이미가 우연히 덩굴을 밟자 마야인들은 격렬하게 반응하고 디미트리가 이들을 진정시키려다가 총에 맞아 죽는다. 나머지 일행은 유적 위로 도망친다.
일행은 유적 꼭대기에서 버려진 캠프와 수직 갱도를 발견한다. 유적 내부에서 전화벨 소리가 들리자 마티아스는 밧줄에 매달려 내려가다가 추락해 몸이 마비된다. 에이미와 제프는 다시 마야인들과 대화하려 하지만 실패한다. 화가 난 에이미는 덩굴을 던지고, 한 아이가 이에 맞은 뒤 마야인들에게 살해당한다. 일행은 마야인들이 덩굴을 극도로 두려워하며 덩굴과 접촉한 자신들을 순순히 보내주지 않으리라는 것을 깨닫는다. 스테이시와 에이미는 마티아스를 구출하기 위해 갱도로 내려간다.
다음 날 아침 스테이시의 다리 상처에 덩굴이 침투한 것을 발견한다. 마티아스의 종아리에도 덩굴이 감기고, 무릎 아래로는 뼈만 남게 된다. 에릭과 제프는 스테이시에게서 간신히 덩굴을 제거하지만 마티아스에게서는 제거하지 못한다. 다시 전화벨 소리가 들려 스테이시와 에이미는 갱도로 내려가 덩굴로 뒤덮인 방에서 하인리히의 친구인 한 고고학자의 시체와 부서진 전화를 발견한다. 두 사람은 자신들이 들었던 전화벨 소리가 덩굴의 꽃이 낸 소리임을 깨닫는다. 에이미가 꽃 한 송이를 만지자 덩굴이 이들을 공격하고, 둘은 간신히 탈출한다.
마티아스의 상태가 악화되자 제프는 감염을 막기 위해 그의 다리를 절단한다. 스테이시는 에릭이 에이미를 위로하는 모습에 질투심을 느껴 두 사람이 성관계를 가졌다고 추궁한다. 네 사람이 다투는 사이 덩굴은 마티아스를 질식사시킨다.
다음 날 아침 에릭은 에이미와 제프를 텐트로 불러 스테이시의 피부 아래에 덩굴이 생겼음을 보여준다. 제프는 칼을 써서 스테이시의 다리와 척추에서 덩굴을 제거한다. 스테이시는 덩굴이 머릿속에 있다고 주장하며 칼을 뺏으려 들고, 실제로 덩굴이 그녀의 이마 피부 밑에서 움직인다.
다음 날 아침 스테이시는 텐트에서 나와 칼이 든 배낭을 발견한다. 신음소리를 들은 제프는 밖으로 나와 스테이시가 덩굴을 꺼내려고 온몸에 상처를 내고 있는 모습을 발견한다. 제프가 몸을 건드리자 스테이시는 칼을 휘둘러 그의 손바닥을 베고, 자신을 진정시키려고 하는 에릭을 찔러 죽인다. 덩굴이 에릭을 끌고 가고, 스테이시가 에이미에게 자신을 죽여 달라고 애원하자 제프가 그녀를 일종의 자비로 죽인다.
제프는 에이미를 탈출시키기 위해 스테이시의 피를 에이미에게 묻히고 그녀를 유적 맨 아래 바닥에 눕힌 뒤 마야인들의 주의를 끌고, 마야인들은 제프에게 화살을 쏜다. 에이미는 일어나 마야인들에게 쫓기며 정글을 달려 탈출한다. 제프는 족장에게 총을 맞아 죽는다. 마야인들을 따돌린 에이미는 지프를 타고 도망친다.
에이미가 탈출한 후 디미트리의 두 그리스 친구가 그를 찾아 숲을 걸어 유적에 도착한다.
또 다른 결말
무등급판에서는 에이미가 지프를 타고 도망치는 모습과 함께 덩굴이 그녀의 얼굴 피부 아래를 기어 다니는 장면이 나온다.
이 결말의 확장판에서는(삭제 장면으로 존재한다.) 이후 공동 묘지 관리인이 휘파람으로 “프레르 자크”를 불며 묘비 사이를 걷는다. 그는 한 무덤에서 같은 곡조가 흘러나오는 것을 듣고 이를 조사하러 간다. 그 무덤은 에이미의 무덤이며 묘비 주변에 붉은 꽃들이 피어 있다. 관리인이 꽃을 향해 손을 뻗는 동시에 음악 소리가 커지며 화면이 암전된다.

## 출연진
- 조너선 터커
- 제나 멀론
- 숀 애슈모어
- 로라 램지
- 조 앤더슨
- 루이스 안토니오 라모스
- 바르 팔리
- 캐런 스트래스먼

## 기타 제작진
- 배역: 데니즈 채미언, 벤 파킨슨
- 미술: 그랜트 메이저
- 의상: 리지 가디너